# Great Balls of Fire! - Vampate di fuoco
Great Balls of Fire! - Vampate di fuoco (Great Balls of Fire!) è un film del 1989 diretto dal regista Jim McBride, ispirato alla vita e alla musica di Jerry Lee Lewis.

## Trama
Nel 1956 dalla lontana Ferriday nella Louisiana, il giovane e baldanzoso pianista Jerry Lee Lewis si trasferisce a Memphis nel Tennessee, presso la famiglia di suo cugino J. W. Brown, un musicista anche lui, per tentare un'audizione con il manager Sam Phillips, fondatore della Sun Records ed ex impresario di Elvis Presley. Immediatamente scritturato, Lewis ottiene un successo clamoroso con le sue canzoni, che freneticamente suona al pianoforte con un vocalismo martellante, esaltando il pubblico giovanile, ma disgustando i benpensanti ed un altro cugino, Jimmy Swaggart, ora celebre ed esaltato predicatore, che lo esorta inutilmente ad abbandonare questo tipo di "musica di Satana" impregnata di doppi sensi ed accompagnata da osceni movimenti delle anche.
Frattanto Jerry Lee si innamora, riamato, di Myra Gale, figlia adolescente di J. W. Brown, che ha solo 13 anni; ne rispetta la purezza e la sposa di nascosto dei genitori di lei, che sono contrari sia per la giovanissima età della figlia, sia per il fatto che Lewis ha già alle spalle due matrimoni falliti. Scoperte le nozze, i genitori della sposa, dopo le prime furie, debbono rassegnarsi, e così, riappacificati, tutti insieme partono per una tournée in Gran Bretagna. Ma gli inglesi restano indignati per quel matrimonio con una adolescente e la stampa monta un grosso scandalo, riuscendo a far rompere il contratto di Jerry Lee e a farlo cacciare dal paese. Anche negli Stati Uniti scoppia lo scandalo, e il ritorno in patria è per Lewis l'inizio di un periodo disastroso, con calata paurosa nelle classifiche e nelle vendite dei dischi.
Pur amandosi sinceramente, i due coniugi finiscono col litigare, ma infine la nascita di un figlio sembra aggiustare tutto. Jerry Lee torna ad avere successo, e al cugino predicatore, che lo esortava ancora a lasciare la sua musica, risponde che se deve andare all'inferno, vuole andarci suonando il pianoforte.

## Colonna sonora
La colonna sonora ufficiale è stata pubblicata su etichetta Polydor e comprende i seguenti brani:
1. Jerry Lee Lewis - Great Balls Of Fire - 2:32
2. Jerry Lee Lewis - High School Confidential - 2:18
3. Booker T. Laury - Big Legged Woman - 3:33
4. Jerry Lee Lewis - I'm On Fire - 2:15
5. Jackie Brenston & His Delta Cats - Rocket 88 - 2:46
6. Jerry Lee Lewis - Whole Lotta Shakin' Goin' On - 3:57
7. Valerie Wellington - Whole Lotta Shakin' Goin' On - 3:09
8. Jerry Lee Lewis - Breathless - 2:50
9. Jerry Lee Lewis and Dennis Quaid - Crazy Arms - 2:54
10. Jerry Lee Lewis - Real Wild Child (Wild One) - 2:19
11. Jerry Lee Lewis - That Lucky Old Sun - 4:35
12. Jerry Lee Lewis - Great Balls Of Fire (Original Version) - 1:50

Nel film si ascoltano altri brani, non inclusi nella colonna sonora: Teddy Bear (Elvis Presley), I'm Throwing Rice at the Girl That I Love (Jerry Lee Lewis), Raunchy (Bill Justis), Honey Don't (Carl Perkins), Rudolph the Red Nosed Reindeer (due versioni, Gene Autry e Joe Nettles), Lover (Les Paul & Mary Ford), As You Desire Me (William Doggett), Beat Guitar (The Wailers), Patricia (Pérez Prado), Happy Organ (Dave 'Baby' Cortez), Singing & Swingin' For Me (Boyd's Cowboy Ramblers), Last Night (The Mar-Keys).